# Орнела Мути
Орнела Мути (итал. Ornella Muti) је италијанска глумица, рођена 9. марта 1955. године у Риму.

## Биографија
Орнела Мути је рођена као Франческа Романа Ривели, као ћерка оца Италијана из Напуља, који је био новинар и мајке Естонке Ilse Renate Krause, која је била пореклом из руског Лењинграда, одакле су Орнелини баба и деда емигрирали у Естонију. Орнела има старију сестру Клаудију, рођену 1951. године. У младости је радила као модел а њену прву улогу је остварила у филму La moglie più bella. Године 1994, читатељи часописа Class, су гласањем Орнелу Мути, изабрали за "најлепшу жену света“. Године 2008, је глумица увела нову колекцију сопственог накита у Паризу, Милану, Риму, Риги, Москви и Алматију. Њене груди су осигуране за цену од 350 000 долара.

## Приватни живот
Са шпанским продуцентом Хосеом Лујзом Бермудезом де Кастром има ћерку Наике (рођена 1974), која је такође позната глумица и модел. Од 1975. године је била у шестогодишњем браку са Алезијом Ораном. Други пут се удала Федерика Фачинетија, с којим има сина Андреу и ћерку Каролину. Од 1998. године до 2008. године је била у вези с пластичним хирургом Стефаном Пиколом. Од 2008. године је у вези са Фабрисеом Керхервеом.